# Relaciones Brasil-Colombia
Las Relaciones Brasil-Colombia hacen referencia a las relaciones diplomáticas entre la República Federativa de Brasil y la República de Colombia. Los gobiernos de Brasil y Colombia mantienen relaciones amistosas, y poseen una frontera terrestre de 1643 km. El representante de Brasil en Colombia es Paulo Estivallet de Mesquita y el de Colombia en Brasil es Darío Montoya Mejía.

## Historia
El primer antecedente de relación se dio cuando Colombia y Brasil aún no eran países independientes y pertenecían respectivamente al Imperio español y al Imperio portugués con el Tratado de Madrid de 1750, en el que se fijaron las fronteras entre el Virreinato de la Nueva Granada y el Virreinato de Brasil. La cuestión de la frontera continuo vigente después de la independencia de ambas naciones, con una comisión en 1826, que no pudo llegar a buen término a causa de la disolución de la Gran Colombia y de la Guerra grancolombo-peruana.
El 21 de abril de 1907 se firmó el Tratado Vásquez Cobo-Martins en el que Colombia cedió los territorios que se encontraban ocupados de facto por Brasil, y finalmente se firmó el Tratado García Ortiz-Mangabeira en 1928 que terminó de delimitar la zona fronteriza y los derechos de navegación en el Río Amazonas.
Brasil se ha visto afectado en la zona fronteriza por problemas que se dan en Colombia, como la minería ilegal y el narcotráfico; asuntos comprendidos dentro del conflicto armado interno de Colombia. Por ejemplo en 1991, después de un ataque de las FARC-EP a un destacamento del Ejército brasileño, este llevaría a cabo una masacre contra siete mineros colombianos en la frontera, en lo que se conoció como la Operación Traíra, este hecho tensó en su momento las relaciones diplomáticas entre ambos países.

## Medio ambiente
En septiembre de 2019, Brasil y Colombia aprobaron un programa de cooperación por el medio ambiente, gestión de riesgo y salud; con el objetivo de fortalecer la integración y llevar a cabo un desarrollo sostenible entre los dos países.

## Relaciones comerciales
El valor comercial del intercambio comercial entre Brasil y Colombia fue de 4100 millones de dólares estadounidenses, con las exportaciones de Brasil a Colombia con un valor de 2100 millones de dólares, y las exportaciones de Colombia a Brasil por 1260 millones.

## Misiones diplomáticas
- Brasil tiene una embajada en Bogotá y un vice-consulado en Leticia.[8]
- Colombia tiene una embajada en Brasilia y consulados-generales en Manaus y São Paulo, y un consulado en Tabatinga.[9]

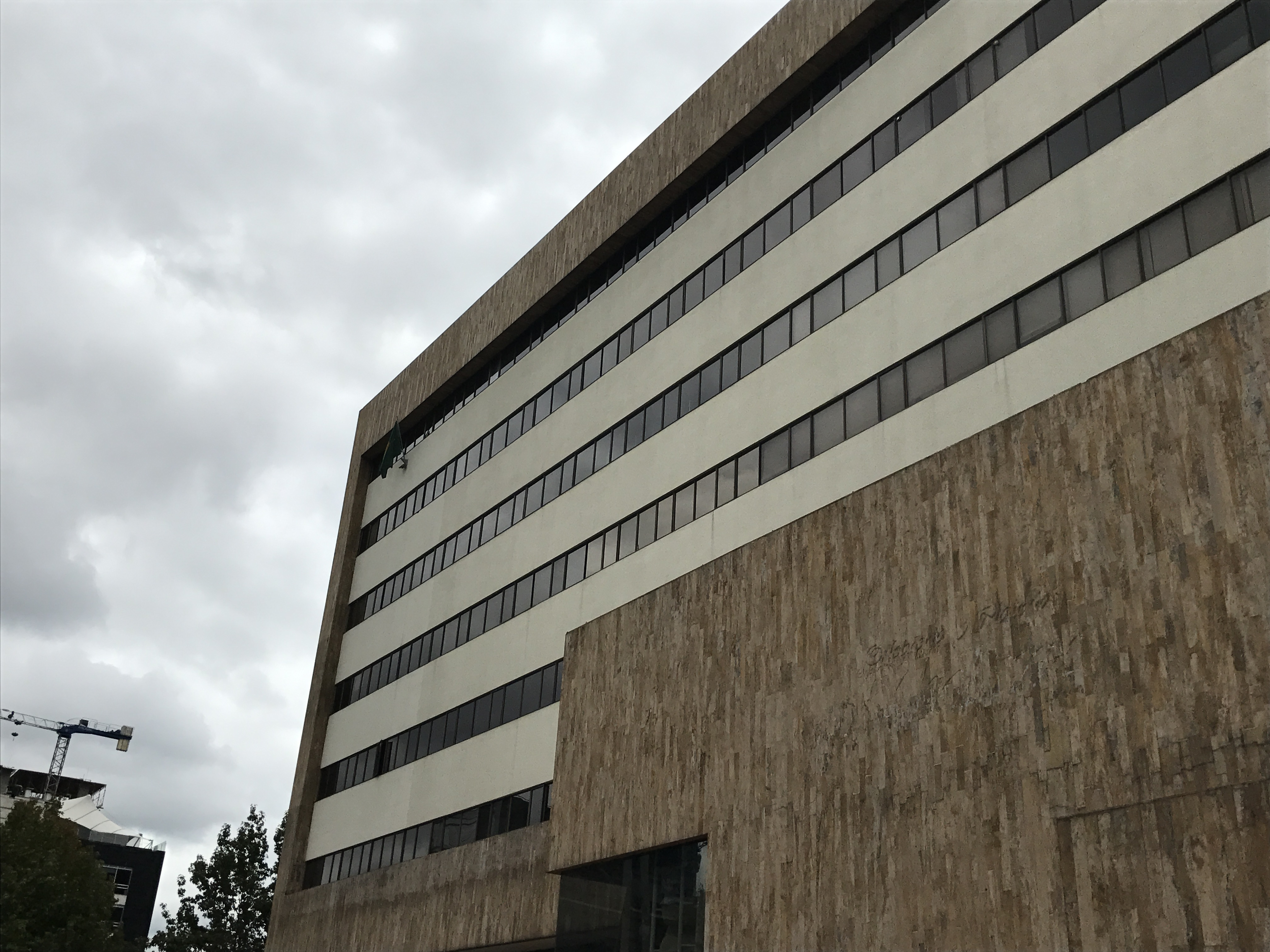
Edificio alojando a la Embajada de Brasil en Bogotá